# Un jour comme les autres (mini-série)
Pour les articles homonymes, voir Un jour comme les autres.
Un jour comme les autres est une mini-série de fiction historique française en six épisodes, en noir et blanc, créée, écrite, adaptée et dialoguée par Youri et réalisée par Jacques Villa. Elle est diffusée pour la première fois du 19 février 1966 au 4 décembre 1969 sur la première chaîne de l'ORTF.
Traitant de plusieurs époques de l'histoire de France : Moyen Âge, Renaissance, règne de Louis XIV, période de la Révolution française et de l'Empire, cette série en costumes et décors d'époque met en scène des faits divers dont notamment des délits ou des crimes. Point commun : plusieurs générations d'une même famille nommée L'Envoisié.

## Fiche technique
- Réalisation : Jacques Villa
- Auteur, adaptation, scénario et dialogues : Youri
- Sociétés de production : Office de radiodiffusion-télévision française

## Épisodes
Les dates de diffusion originale figurent entre parenthèses
1. Au Moyen Âge : La Maison de l'orfèvre (19 février 1966)
2. Sous Louis XIV : Les parents ont toujours raison (14 mai 1966)
3. Au Moyen Âge : Notre cher prisonnier  (17 septembre 1966)
4. Sous la Révolution : Le Bijou de Pierre (1er janvier 1967)
5. Sous la Renaissance : Le Coffre mystérieux (11 mars 1967)
6. Sous l'Empire : Le Fantôme du portrait (4 décembre 1969)

### 1. Au Moyen-Age:La Maison de l'orfèvre

#### Synopsis
À Paris, au Moyen Âge, un orfèvre a un fils prénommé François, lequel est étudiant au collège de la Montagne Sainte-Geneviève. Se rendant à ses cours, le jeune homme découvre un matin qu'un de ses camarades est injustement accusé de vol. L'épicier qui se dit la victime est en réalité le coupable et les étudiants préparent une vengeance.

#### Distribution
- Anouk Ferjac
- Hubert de Lapparent
- Pierre Gualdi
- William Sabatier
- François Cadet
- Michel Berto
- Jean Pierre Herce
- Serge Berry
- Patrick Maurin (Patrick Dewaere)
- Jacques Masson
- Albert Dinan
- Bénédicte Lacoste

### 2. Sous Louis XIV:Les parents ont toujours raison

#### Synopsis
La père d'Isabelle L'Envoisié entreprend de la marier à un fermier général. Mais la jeune fille est amoureuse d'Armand un jeune homme sans le sou. Dans les rues de Paris une nuit où le danger rôde, Armand équipé de son sablier-compteur, veut enlever la jeune fille mais il est victime de l'assaut d'un grand inconnu.

#### Distribution
- Philippe Lemaire
- Dominique Maurin
- William Sabatier
- Dominique Blanchar
- Jean-Pierre Herce
- Bénédicte Lacoste

### 3. Au Moyen-Age:Notre cher prisonnier

#### Synopsis
Maître l'Envoisié, orfèvre parisien réputé du Moyen Âge est contraint d'aller requérir une dette, sous la pression de son épouse Dame Guillemette, de sa fille Isabelle et de son fils François. Mais les troupes anglaises qui entourent les faubourgs de la capitale font fuir les seigneurs et leurs richesses. En guise de règlement, l'orfèvre doit héberger un prisonnier anglais devant être libéré contre une importante rançon.

#### Distribution
- Philippe Lemaire
- Dominique Maurin
- William Sabatier
- Dominique Blanchar
- Jean Pierre Herce
- Bénédicte Lacoste

### 4. Sous la révolution:Le Bijou de Pierre

#### Synopsis
Le cousin bordelais de madame de L'Envoisié lui offre un médaillon. Mais il semble être composé de pierres ordinaires et non préciseurs, Pourquoi ? Le 5 août 1789 soit 177 ans auparavant, la Révolution a bouleversé le quotidien de cette famille noble et les conséquences sur ce bel objet vont bientôt être révélées.

#### Distribution
- Pierre Rousseau
- Anouk Ferjac
- Pierre Gualdi
- William Sabatier
- Bruno Balp
- Jean-Pierre Elga
- Jean-Pierre Herce
- Serge Berry
- Catherine Lafond
- Bénédicte Lacoste
- Christophe Barbillat

### 5. Sous la Renaissance:Le Coffre mystérieux

#### Synopsis
L'orfèvre François L'Envoisié, doit livrer une montre que son père avait talentueusement créé pour un voyageur étrange qui lui avait fait découvrir une boisson chocolatée. Cet alchimiste, lui ouvre les portes de son laboratoire où le secret de la pierre philosophale et de la fabrication de l'or intéressent Catherine de Médicis, sa commanditaire.

#### Distribution
- William Sabatier : le père, Monsieur L’Envoisié
- Anouk Ferjac : la mère, Madame Guillemette L'Envoisié
- Jean-Pierre Hercé : le fils, François L'Envoisié
- Bénédicte Lacoste : la fille, Isabelle L'Envoisié
- Giani Esposito : le navigateur
- Roger Trapp : le marchand
- Albert Michel : le charretier
- Paul Pavel : Kenrath
- Renée Barell : Catherine de Médicis
- Claudine Berg : la marchande
- Roger Perrinoz : le verrier
- Catherine Géniat : l'hôtesse

### 6. Sous l'Empire:Le Fantôme du portrait

#### Synopsis
Déjà 20 années de mariage pour les époux L'envoisié. Pour le bal donné en cet honneur, François, Juliette, Henri et Zenaide débattent des progrès de la technique. Henri prétend que les Anglais sont plus modernes et en avance que les Français, notamment pour l'invention des trottoirs, ce qui va les opposer dans un duel. Pendant ce tempos un tableau de Quentin De La Tour est découvert dans une cache, lequel représente Jean-Jacques Rousseau.

#### Distribution
- Laurence Badie
- Francine Olivier
- William Sabatier
- Dominique Blanchar
- Jean-Pierre Herce
- François Borel

## Autour de la production
Dans la distribution, on note la participation d'Anouk Ferjac,  du jeune Patrick Maurin alias Patrick Dewaere ainsi que de son frère Dominique Maurin.